# Idsert
Idsert is een Friese voornaam ontstaan gedurende de 15e eeuw. 
De naam betekent ongeveer: sterk met het zwaard, dapper met het zwaard of beschermer der Aartsvaderen. De naam Idsert is afgeleid van Edsard. 
Edzard de Grote leefde in de periode 1462-1528. Er zijn meerdere afleidingen van de naam: Jitse, Edsger, Ids, Idse, Edser, Jodsert, Ritsert.